# Lißberg
Lißberg ist ein Stadtteil von Ortenberg im hessischen Wetteraukreis.

## Geographische Lage
Das Städtchen Lißberg liegt am Ostrand der Wetterau in den westlichen Ausläufern des Vogelsbergs und nördlich des Büdinger Waldes. Die Nidder und der Hillersbach als ihr rechter nördlicher Zufluss umschließen die Altstadt und die Burg, kurz bevor sich die beiden Gewässer vereinigen. Die Gemarkungsfläche beträgt 703 Hektar, davon sind 384 Hektar bewaldet (Stand: 1961).

## Geschichte

### Ortsgeschichte
Die Burg Lißberg muss um 1200 erbaut worden sein, vermutlich auf einer älteren keltischen Ringwallanlage. Am 22. November 1222 wird ein „Wernherus de Liebesberc“ erwähnt. Dies ist zugleich das Datum der Ersterwähnung von Lißberg. Der Name änderte sich in der Vergangenheit und kam mit den unterschiedlichsten Schreibweisen vor: Liebesberc, Lybesborg, Liebesberg bis zum heutigen Lißberg.
Anfang des 13. Jahrhunderts tauchten die ersten Glieder des Lißberger Geschlechts auf. Die edelfreien Herren von Lißberg gehörten ursprünglich wohl zum hohen Adel, verloren allerdings schon früh diese Eigenschaft, vermutlich durch unebenbürtige Heiraten, was schon daraus zu schließen ist, dass 1323 Rupert von Buches, also ein dem Ritterstand Angehöriger, als consanguineus Werners von Lisberg bezeichnet wird (Orig. St. A. Darmst.). Vermutet wird eine Abstammung von den Herren von Büdingen. Die Lißberger lebten hauptsächlich von ihren Zolleinnahmen. Sie fielen schon bald unter die Lehnshoheit der Grafen von Ziegenhain. Das Lißberger Geschlecht starb mit Friedrich 1396 im Mannesstamm aus. Ab 1455 waren die Landgrafen von Hessen alleinige Eigentümer der Burg.
1604 erlangte Lißberg Stadtrechte, die es jedoch im Laufe der Zeit wieder verlor. Im Jahre 1796 wurde die Stadt fast vollständig durch die Franzosen eingeäschert. Die Burg wurde im 19. Jahrhundert auf Abbruch verkauft.
Die Statistisch-topographisch-historische Beschreibung des Großherzogthums Hessen berichtet 1830 über Lißberg:

„Lißberg (L. Bez. Nidda) Stadt; liegt im Vogelsberg an der Nidder, 2 St. von Nidda, hat 83 Häuser und 522 Einwohner, die außer 1 Katholiken evangelisch sind. Von den Einwohnern gehören 17 zum Bauern-, 58 zum Gewerbsstand und 15 sind Taglöhner. Man findet 1 Kirche, 1 alte Burg, die Rumpelsburg genannt, die auf einer Basaltkuppe stehet, und theilweise noch von einem Pächter bewohnt wird, 4 Mühlen und den Hof Breitenheide. Unter den Gewerbsleuten sind mehrere Nadler, die Stecknadeln verfertigen, und auf den Frankfurter Messen absetzen. Das Städtchen hält jährlich 3 Vieh- und Krämermärkte. Bei Lißberg ist ein kleiner Teich, dessen Wasser ausnehmend klar ist, in welchem sich aber keine Fische erhalten. Die Müller leiten zu Winterszeiten von diesem Wasser in ihre Mühlgräben, und verhindern in der Regel dadurch das Zufrieren derselben. Der Lett oder Schlamm dieses Teichs ist grau, und riecht wie faule Eyer. – Lißberg hatte einst eigene Herrn, die von der Burg Lißberg, damals Liebesberg genannt, ihren Namen führten. Im 14. Jahrhundert hatte der Ort nur eine Kapelle, die zur Kirche von Schwickartshausen gehörte. Hermann von Liebesberg stiftete 1345 in seiner Burg Liebesberg einen Altar, der dem heil. Pankratius geweiht wurde. Lißberg war ein besonderes Gericht, das von den Herrn von Lißberg an die Grafschaft Nidda, als eröffnetes Lehen fiel. Im Jahr 1418 verkauften die Grafen Johann und Gottfried von Ziegenhain die Hälfte ihres Schlosses Lißberg.“

Als 1874 der Kreis Nidda aufgelöst wurde, wurde Lißberg zusammen mit dem größten Teil des Altkreises in den Landkreis Büdingen eingegliedert. Das Recht zur Führung der Bezeichnung Stadt lebte wieder auf.
Hessische Gebietsreform (1970–1977)
Im Zuge der Gebietsreform in Hessen genehmigte die Landesregierung mit Wirkung zum 1. Juli 1971 den freiwilligen Zusammenschluss der Städte Lißberg und Ortenberg sowie der Gemeinden Bergheim, Bleichenbach, Eckartsborn, Usenborn und Wippenbach im Landkreis Büdingen zu der erweiterten  Stadt Ortenberg. Seit dem Abschluss der Gebietsreform im August 1972 liegt Lißberg im Wetteraukreis. Für Lißberg wurde, wie für die übrigen Stadtteile von Ortenberg, ein Ortsbezirk  gebildet.

### Verwaltungsgeschichte im Überblick
Die folgende Liste zeigt die Staaten und Verwaltungseinheiten, denen Lißberg angehört(e):
- vor 1567: Heiliges Römisches Reich, Landgrafschaft Hessen, Amt Lißberg
- ab 1567: Heiliges Römisches Reich, Landgrafschaft Hessen, Amt Ulrichstein (Söhne der Margarethe von der Saale)[10]
- ab 1584: Heiliges Römisches Reich, Landgrafschaft Hessen-Marburg, Amt Lißberg
- 1604–1648: Heiliges Römisches Reich, strittig zwischen Landgrafschaft Hessen-Darmstadt und Landgrafschaft Hessen-Kassel (Hessenkrieg)
- ab 1604: Heiliges Römisches Reich, Landgrafschaft Hessen-Darmstadt, Oberfürstentum Hessen, Amt Lißberg[11]
- 1787: Heiliges Römisches Reich, Landgrafschaft Hessen-Darmstadt, Oberfürstentum Hessen, Amt Lißberg[12]
- ab 1806: Großherzogtum Hessen,[Anm. 2] Fürstentum Oberhessen, Amt (und ab 1803 Gericht) Lißberg[13][14]
- ab 1815: Großherzogtum Hessen, Provinz Oberhessen, Amt Lißberg[15]
- ab 1821: Großherzogtum Hessen, Provinz Oberhessen, Landratsbezirk Nidda[16][Anm. 3]
- ab 1832: Großherzogtum Hessen, Provinz Oberhessen, Kreis Nidda
- ab 1848: Großherzogtum Hessen, Regierungsbezirk Nidda
- ab 1852: Großherzogtum Hessen, Provinz Oberhessen, Kreis Nidda
- ab 1867: Norddeutscher Bund, Großherzogtum Hessen, Provinz Oberhessen, Kreis Nidda
- ab 1871: Deutsches Reich, Großherzogtum Hessen, Provinz Oberhessen, Kreis Nidda
- ab 1874: Deutsches Reich, Großherzogtum Hessen, Provinz Oberhessen, Kreis Büdingen
- ab 1918: Deutsches Reich, Volksstaat Hessen, Provinz Oberhessen, Kreis Büdingen
- ab 1938: Deutsches Reich, Volksstaat Hessen, Kreis Büdingen[17][Anm. 4]
- ab 1945: Deutsches Reich, Amerikanische Besatzungszone,[Anm. 5] Groß-Hessen, Regierungsbezirk Darmstadt, Kreis Büdingen
- ab 1946: Deutsches Reich, Amerikanische Besatzungszone, Hessen, Regierungsbezirk Darmstadt, Kreis Büdingen
- ab 1949: Bundesrepublik Deutschland, Hessen, Regierungsbezirk Darmstadt, Kreis Büdingen
- ab 1971: Bundesrepublik Deutschland, Hessen, Regierungsbezirk Darmstadt, Kreis Büdingen, Stadt Ortenberg
- ab 1972: Bundesrepublik Deutschland, Hessen, Regierungsbezirk Darmstadt, Wetteraukreis, Stadt Ortenberg

## Bevölkerung

### Einwohnerstruktur 2011
Nach den Erhebungen des Zensus 2011 lebten am Stichtag dem 9. Mai 2011 in Lißberg 903 Einwohner. Darunter waren 24 (2,7 %) Ausländer.
Nach dem Lebensalter waren 138 Einwohner unter 18 Jahren, 345 zwischen 18 und 49, 243 zwischen 50 und 64 und 177 Einwohner waren älter.
Die Einwohner lebten in 393 Haushalten. Davon waren 126 Singlehaushalte, 117 Paare ohne Kinder und 111 Paare mit Kindern, sowie 30 Alleinerziehende und 9 Wohngemeinschaften. In 78 Haushalten lebten ausschließlich Senioren und in 261 Haushaltungen lebten keine Senioren.

### Einwohnerentwicklung
| • 1791: | 378 Einwohner                      |
| • 1800: | 532 Einwohner                      |
| • 1806: | 414 Einwohner, 66 Häuser           |
| • 1829: | 522 Einwohner, 83 Häuser           |
| • 1867: | 388 Einwohner, 62 bewohnte Gebäude |
| • 1875: | 325 Einwohner, 60 bewohnte Gebäude |

| Lißberg: Einwohnerzahlen von 1791 bis 2022 | Lißberg: Einwohnerzahlen von 1791 bis 2022 | Lißberg: Einwohnerzahlen von 1791 bis 2022 | Lißberg: Einwohnerzahlen von 1791 bis 2022 | Lißberg: Einwohnerzahlen von 1791 bis 2022 |
| --- | ------------------------------------------ | ------------------------------------------ | ------------------------------------------ | ------------------------------------------ |
| Jahr |                                            |                                            |                                            | Einwohner                                  |
| 1791 | 1791                                       |                                            | 378                                        | 378                                        |
| 1800 | 1800                                       |                                            | 532                                        | 532                                        |
| 1806 | 1806                                       |                                            | 414                                        | 414                                        |
| 1829 | 1829                                       |                                            | 522                                        | 522                                        |
| 1834 | 1834                                       |                                            | 542                                        | 542                                        |
| 1840 | 1840                                       |                                            | 563                                        | 563                                        |
| 1846 | 1846                                       |                                            | 564                                        | 564                                        |
| 1852 | 1852                                       |                                            | 493                                        | 493                                        |
| 1858 | 1858                                       |                                            | 420                                        | 420                                        |
| 1864 | 1864                                       |                                            | 404                                        | 404                                        |
| 1871 | 1871                                       |                                            | 367                                        | 367                                        |
| 1875 | 1875                                       |                                            | 323                                        | 323                                        |
| 1885 | 1885                                       |                                            | 322                                        | 322                                        |
| 1895 | 1895                                       |                                            | 353                                        | 353                                        |
| 1905 | 1905                                       |                                            | 354                                        | 354                                        |
| 1910 | 1910                                       |                                            | 403                                        | 403                                        |
| 1925 | 1925                                       |                                            | 440                                        | 440                                        |
| 1939 | 1939                                       |                                            | 489                                        | 489                                        |
| 1946 | 1946                                       |                                            | 755                                        | 755                                        |
| 1950 | 1950                                       |                                            | 787                                        | 787                                        |
| 1956 | 1956                                       |                                            | 718                                        | 718                                        |
| 1961 | 1961                                       |                                            | 757                                        | 757                                        |
| 1967 | 1967                                       |                                            | 831                                        | 831                                        |
| 1970 | 1970                                       |                                            | 821                                        | 821                                        |
| 1980 | 1980                                       |                                            | ?                                          | ?                                          |
| 1990 | 1990                                       |                                            | ?                                          | ?                                          |
| 2000 | 2000                                       |                                            | ?                                          | ?                                          |
| 2008 | 2008                                       |                                            | 984                                        | 984                                        |
| 2011 | 2011                                       |                                            | 903                                        | 903                                        |
| 2014 | 2014                                       |                                            | 986                                        | 986                                        |
| 2018 | 2018                                       |                                            | 973                                        | 973                                        |
| 2022 | 2022                                       |                                            | 986                                        | 986                                        |
| Datenquelle: Historisches Gemeindeverzeichnis für Hessen: Die Bevölkerung der Gemeinden 1834 bis 1967. Wiesbaden: Hessisches Statistisches Landesamt, 1968. Weitere Quellen: ; Stadt Ortenberg:; Zensus 2011; 2022 |                                            |                                            |                                            |                                            |

### Historische Religionszugehörigkeit
| • 1829: | 421 evangelische, ein katholischer Einwohner                      |
| • 1961: | 638 evangelische (= 84,28 %), 74 katholische (= 9,78 %) Einwohner |

## Politik

### Ortsbeirat
Für Lißberg besteht ein Ortsbezirk (Gebiete der ehemaligen Gemeinde Lißberg) mit Ortsbeirat und Ortsvorsteher nach der Hessischen Gemeindeordnung.
Der Ortsbeirat besteht aus sieben Mitgliedern. Bei den Kommunalwahlen in Hessen 2021 betrug die Wahlbeteiligung zum Ortsbeirat 53,58 %. Alle Kandidaten gehörten der Liste „Bürger für  Effolderbach“ an. Der Ortsbeirat wählte Hans-Rudolf Kramny zum Ortsvorsteher.

### Wappen
Am 13. April 1964 wurde der Stadt Lißberg im damaligen Landkreis Büdingen ein Wappen mit folgender Blasonierung verliehen: Auf schwarzem Grund ein silbernes durchgehendes Schrägkreuz mit einem sechsstrahligen, silbernen Stern im oberen Winkel und einem wachsenden, linksgewendeten, blaubezungten und -bewehrten roten Löwen im goldenen Herzschild.

## Kultur und Sehenswürdigkeiten

### Bauwerke
- Die Burg Lißberg wurde im 12. Jahrhundert von den edelfreien Herren von Lißberg erbaut, jedoch erst 1222 erstmals erwähnt. Sie diente seit 1801 als Steinbruch. Von der Burg ist außer dem gut erhaltenen, runden Bergfried nur noch eine Ruine geblieben.
- Das Nidderkraftwerk mit seinen zwei Oberbecken stammt aus dem Jahr 1923 und gilt als kulturgeschichtliches Denkmal. Es war ursprünglich als Pumpspeicherkraftwerk konzipiert und wird seit 1978 als Speicherkraftwerk betrieben.
- Zur Gemeinde Lißberg gehört auch die 1722 erbaute Neumühle, deren Erhaltung im öffentlichen Interesse liegt.
- Die Schafskirche oberhalb Lißbergs an der Bonifatius-Route.
- Die Evangelische Kirche (Lißberg)

### Museen
- Im Musikinstrumentenmuseum in der alten Schule zwischen Kirche und Burg wird die Entwicklung der Musikinstrumente von Michael Praetorius bis zur Gegenwart dargestellt. Das Museum beherbergt die weltgrößte Dudelsack- und Drehleier-Sammlung mit zusammen etwa 120 Exponaten. Außerdem werden Musikminiaturen und ethnologische Blasinstrumente gezeigt. Die Sammlung wurde im Wesentlichen von Kurt Reichmann, einem Grafiker, Musiker und Instrumentenbauer aus Frankfurt am Main, zusammengetragen.[27]

### Musikfestival
Seit 1973 findet alljährlich in Lißberg rund um die Burgruine ein Drehleier- und Dudelsackfestival statt. Die musikalischen Schwerpunkte liegen auf Bordun- und Alter Musik.

### Naturdenkmäler
Lißberg hat ein Felsenmeer im Markwald sowie eine Drillingslärche im angrenzenden Wald nach Ober-Lais.

### Städtepartnerschaften
Es besteht eine Städtepartnerschaft mit der oberfränkischen Gemeinde Lisberg.

### Freizeit und Sport

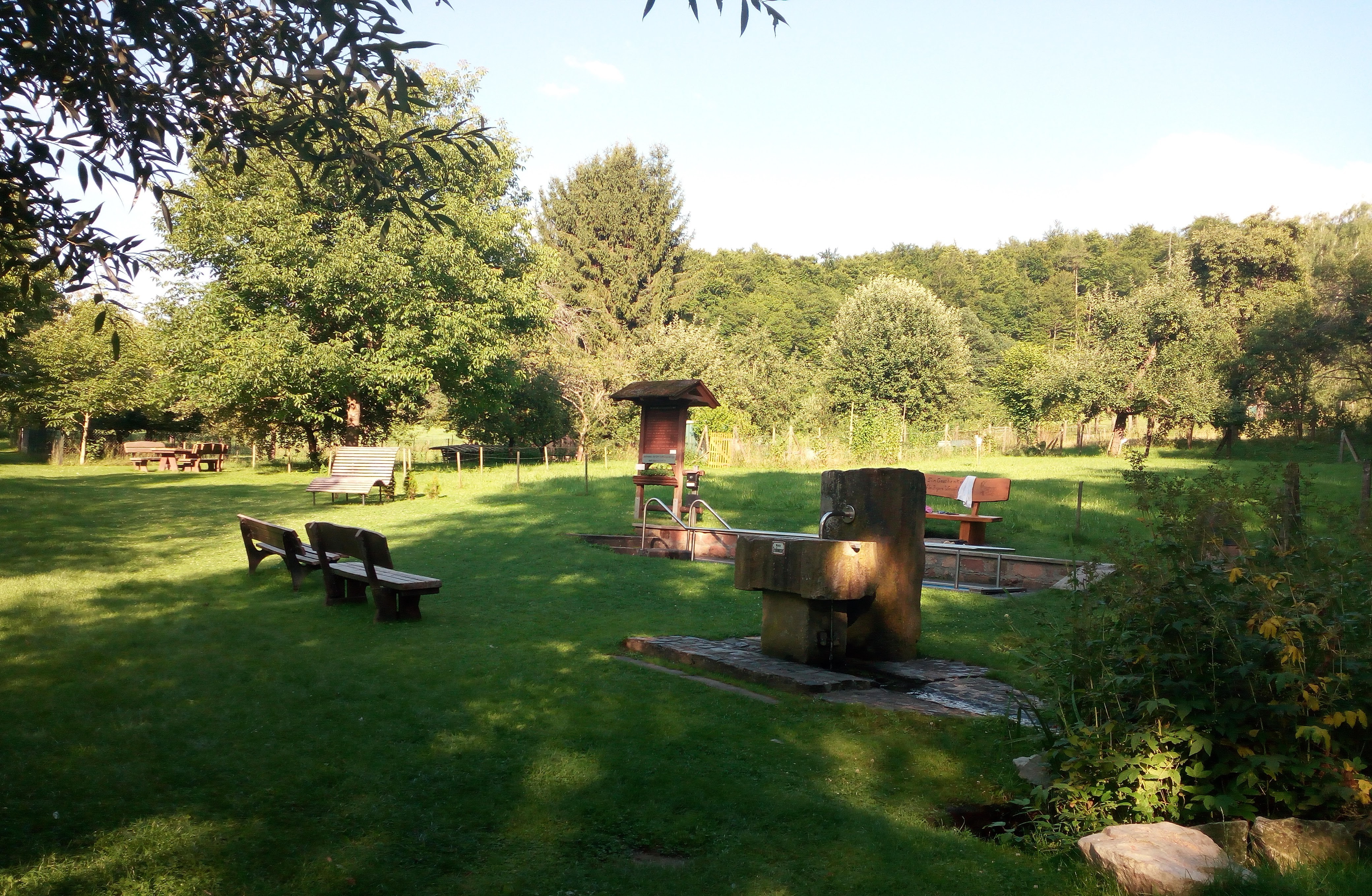
Das Tretbecken

Der Vogelsberger Vulkanradweg führt durch Lißberg. Heute ist der Vulkanradweg Teil des BahnRadweg Hessen, der auf ehemaligen Bahntrassen ca. 250 km durch den Vogelsberg und die Rhön führt.
Direkt am Vulkanradweg wurde eine kleine Kneippanlage geschaffen. Es umfasst ein Tretbecken und ein Armbecken. Gespeist wird die Anlage aus der gegenüberliegenden Quelle, die eine relativ konstante Temperatur aufweist: Am Quellensprung 14 – am Tretbecken 16 Grad Celsius.
Der SV Lißberg bietet neben Fußball mit eigenem Sportplatz noch Gymnastik, Tischtennis, Aerobic an. Auch eine Karnevalsabteilung ist ihm angegliedert.

## Verkehr
Lißberg liegt an der B 275. Früher führte die Oberwaldbahn durch den Ort. Heute wird die Trasse vom Vulkanradweg genutzt.